# Брана Перовић
Бранислава Брана Перовић-Нешковић (Бања Лука, 22. септембар 1920 — Београд, 4. фебруар 2008), учесница Народноослободилачке борбе, друштвено-политичка радница СФР Југославије и СР Србије, физичарка и прва директорка Института за нуклеарне науке „Винча“.

## Биографија
Рођена је 22. септембра 1920. године у Бања Луци. Веома рано се заинтересовала за идеје и активности комунистичког покрета, па се тако у омладински покрет укључила још у петом разреду гимназије. Пре Другог светског рата била је чланица Савеза комунистичке омладине Југославије (СКОЈ). Захваљујући интересовању и залагању, у Комунистичку партију Југославије (КПЈ) примљена је убрзо по доласку у Београд, 1939. године. Чланица Партије постала је као студенткиња електротехнике, пошто је 1938. уписала Технички факултет у Београду. Међутим, по избијању рата, била је принуђена да прекине студирање. Иако је после рата имала каријеру успешне научнице, по завршетку рата она ипак није лако успела да се врати на студије због, како сама објашњава, политике и стратегије Комунистичке партије.
Доласком у Београд, поред студија физике, она се озбиљно и предано посветила активностима у КПЈ. Током 1940. обављала је различите илегалне послове. Један од најризичнијих био је, свакако, рад у илегалној штампарији, која се налазила у стану у коме је живела као студенткиња. Почетак Другог светског рата у Југославији дочекала је као студенткиња друге године студија електротехнике. Током рата наставила је да ради у штампарији, одржавале је везу између Покрајинског комитета и Централног комитета КПЈ. Маја 1943. отишла је у Срем, а затим у Јајце, где је била активна при Врховном штабу. У Босни, Хрватској и Словенији радила је као представница СКОЈ-а. Била је чланица ЦК СКОЈ-а, чланица Секретаријата Уједињеног савеза антифашистичке омладине Југославије (УСАОЈ), као и уредница листа „Омладина“.
После рата је, уз многе политичко-партијске дужности, дипломирала 1951. на Електротехничком факултету у Београду. До 1948. била је активна у СКОЈ-у. Чињеницу да се њен супруг Благоје Нешковић престао активно бавити политиком она је, према сопственом сведочењу, искористила да се политички пасивизира и даље своју каријеру усмери искључиво на научни рад. Одмах по завршетку студија, запослила се у Институту за нуклеарне науке „Борис Кидрич“ (данас Институт за нуклеарне науке „Винча“). Године 1964. одбранила је докторску дисертацију под насловом „Интеракција тешких јона средњих енергија са чврстим телом“, на Природно-математичком факултету у Београду.
Била је ангажована на пројектима који су по много чему представљали пионирски рад у области физике јонизованих гасова и атомских судара. Такође, радила је на пројектовању и изградњи магнетног сепаратора изотопа и масеног спектрометра у Винчи (1951—1960), и јонског извора на принципу магнетотрона, који спадају међу најсложеније софистициране физичке инструменте и опрему израђену у Институту. Формирала је Одељење за сепарацију радиоактивних изотопа, а затим и Лабораторију за атомску физику у оквиру Института. Била је организаторка и учесница бројних националних и међународних конференција у области физике јонизованих гасова, као и председница Организационог одбора Светске конференције о физици јонизованих гасова, одржане у Београду 1965. године. У периоду од 1976. до 1979. била је генерална директорка Института. То је уједно био и први пут у историји Југославије да жена заузме највишу руководећу позицију у научно-истраживачкој установи која се бави истраживањима у домену природних и техничких наука.
Поред научног рада, бавила се и образовањем. Била је професорка на Електротехничком факултету у Београду, где је предавала Физичку електронику гасова на редовним студијама, и руководила постдипломским студијама на смеру Физика јонизованих гасова.
Коауторка је више монографија и приручника из области физике јонизованих гасова. Превела је више стручних и научно-популарних издања са руског и енглеског језика.
Живела је у Београду, а са супругом Благојем Нешковићем имала је троје деце. Преминула је 4. фебруара 2008. године у Београду и сахрањена је на Новом гробљу у Београду.
Носилац је Партизанске споменице 1941. и других југословенских одликовања, међу којима су: Орден Републике са златним венцем (додељен 1980. године), Орден братства и јединства са златним венцем, Орден за храброст, Орден рада са златним венцем (додељен 1961. године) и Орден заслуга за народ са сребрном звездом.
Од укупно пет сестара Перовић, њих четири су биле учеснице Народноослободилачке борбе и носиоци Партизанске споменице 1941. Неке од сестара Перовић су биле — лекарка Даница Дана (1907—1956) и Лепосава Лепа (1911—2000), невенчана супруга генерала и дипломате Коче Поповића.